# Grebenc
Grebenc je slovenski priimek.

## Znani slovenski nosilci priimka
- Alojzij Grebenc (*1950), duhovnik, dekan dekanije Ljubljana-Moste
- Franc Grebenc (1923—?), partizan, Kočevski odposlanec
- Ivan Grebenc (?—2014), strojnik
- Jan Grebenc (*1992), rokometaš
- Jure Grebenc, gozdar, pedolog/biolog?
- Oton Grebenc (1875—1945), učitelj risanja na obrtni šoli in umetniški šoli Probuda
- Placid Grebenc (1909—1943), cistercijan, duhovnik, mučenec